# سيدة الفضائح (فلم)
سيدة الفضائح (بالإنجليزية: The Lady of Scandal) هو فيلم كوميدي أميركي انتج عام 1930 من إخراج سيدني فرانكلين ، وبطولة روث تشاترتون، رالف فوربس، باسل راثبون وكان الاسم الأول للفيلم الطريق السريع.

## روابط خارجية
- سيدة الفضائح على موقع IMDb (الإنجليزية)
- سيدة الفضائح على موقع روتن توميتوز (الإنجليزية)
- سيدة الفضائح على موقع أول موفي (الإنجليزية)
- سيدة الفضائح على موقع قاعدة بيانات الفيلم (الإنجليزية)
- سيدة الفضائح على موقع ليتربوكسد (الإنجليزية)
- سيدة الفضائح على موقع كينوبويسك (الروسية)